# Stor-Dalbyssjet
Stor-Dalbyssjet är en sjö i Åre kommun i Jämtland och ingår i Indalsälvens huvudavrinningsområde.